# Second Mythographe du Vatican
Pour les articles homonymes, voir Premier Mythographe du Vatican et Troisième Mythographe du Vatican.
Le Second Mythographe du Vatican  est l'auteur anonyme d'un manuel médiéval sur les mythologies grecque et romaine. Il fait partie de la série des trois « Mythographes du Vatican » (en latin, Mythographi Vaticani), qui tirent leur nom du fait que leurs textes ont été découverts dans un manuscrit conservé à la Bibliothèque vaticane, Vatican Reg. lat. 1401 et publiés pour la première fois par le cardinal Angelo Mai, bibliothécaire du Vatican, en 1831.
Le texte du Second Mythographe est connu aussi par quelques autres manuscrits. Il pourrait dater de la fin du XIe siècle.